# Kreuzabnahme (Rubens)
Die Kreuzabnahme ist ein in den Jahren 1600 bis 1602 entstandenes Ölgemälde des Malers Peter Paul Rubens und sein erstes großes Auftragswerk, geschaffen für die Privatkapelle der Eleonora de’ Medici Gonzaga (1567–1611), Herzogin von Mantua.
Der Entdecker des Gemäldes ist der auf den frühen Rubens spezialisierte Kunsthistoriker Justus Müller Hofstede.

## Beschreibung
Das großformatige Altargemälde revolutioniert die üblichen Kreuzabnahmedarstellungen Jesu Christi des Cinquecento und vertieft den sakralen Eucharistiegedanken: Die kniende Frau im Vordergrund des Bildes als symbolische Verkörperung der Herzogin empfängt den Leib Christi wie eine Liebende zum Abendmahl (s. Johannes 6,54-59 ).
Stilistisch ist das Bild einem anderen Frühwerk Rubens’ vergleichbar, der etwa zur selben Zeit entstandenen „Kreuzaufrichtung“ für die Helena-Kapelle der Kirche Santa Croce in Gerusalemme, das denselben Durchblick auf die trauernde Frauengruppe gewährt.
Darüber hinaus ist das Bild das erste Barockgemälde von einem Künstler nördlich der Alpen.

## Geschichte
Rubens kannte Michelangelos Kreuzabnahme (Pietà Bandini) von einem Stich Cherubino Albertis und sah während seines Romaufenthaltes die sich damals dort befindliche Pietà. Von Herzogin Eleonora Gonzaga mit der Darstellung einer Kreuzabnahme beauftragt, trat Rubens in einen absichtlichen Wettstreit  (Paragone) mit dem Bildhauer und schuf eine erweiterte Komposition. Rubens passte das Auftragswerk, bestimmt für das Oratorium der Herzogin Eleonora de’ Medici in Mantua, als Altarbild genau an die Maße der Altarwand an. Rubens als Maler des Bildes ist archivalisch belegt, da es 1611 nach dem Tode der Herzogin im Auftrag des Paolo Emilio Gonzaga von dem Hofmaler Francesco Marcoleoni für die Kirche Santa Maria Assunta in Susano bei Castel d’Ario kopiert wurde.
Der archivalische Text beschreibt die Kopie von Marcoleoni und das Original von Rubens folgendermaßen:
[...] Un Christo che togliono di croce, che coppiò messer Francesco Marco Leone che viene da Pietro Paolo Fiamingo, et è originale nella capella di Santa Croce di sopra in Corte [...].
Nach frühen Skizzen (Eremitage, St. Petersburg) beschäftigte sich Rubens auch in späteren Schaffensperioden mit dem Thema der Kreuzabnahme: Darunter das berühmte Antwerpener Triptychon für die „Kolveniers“, die Kreuzabnahme in Lille, in St. Petersburg und in Arras (1610).

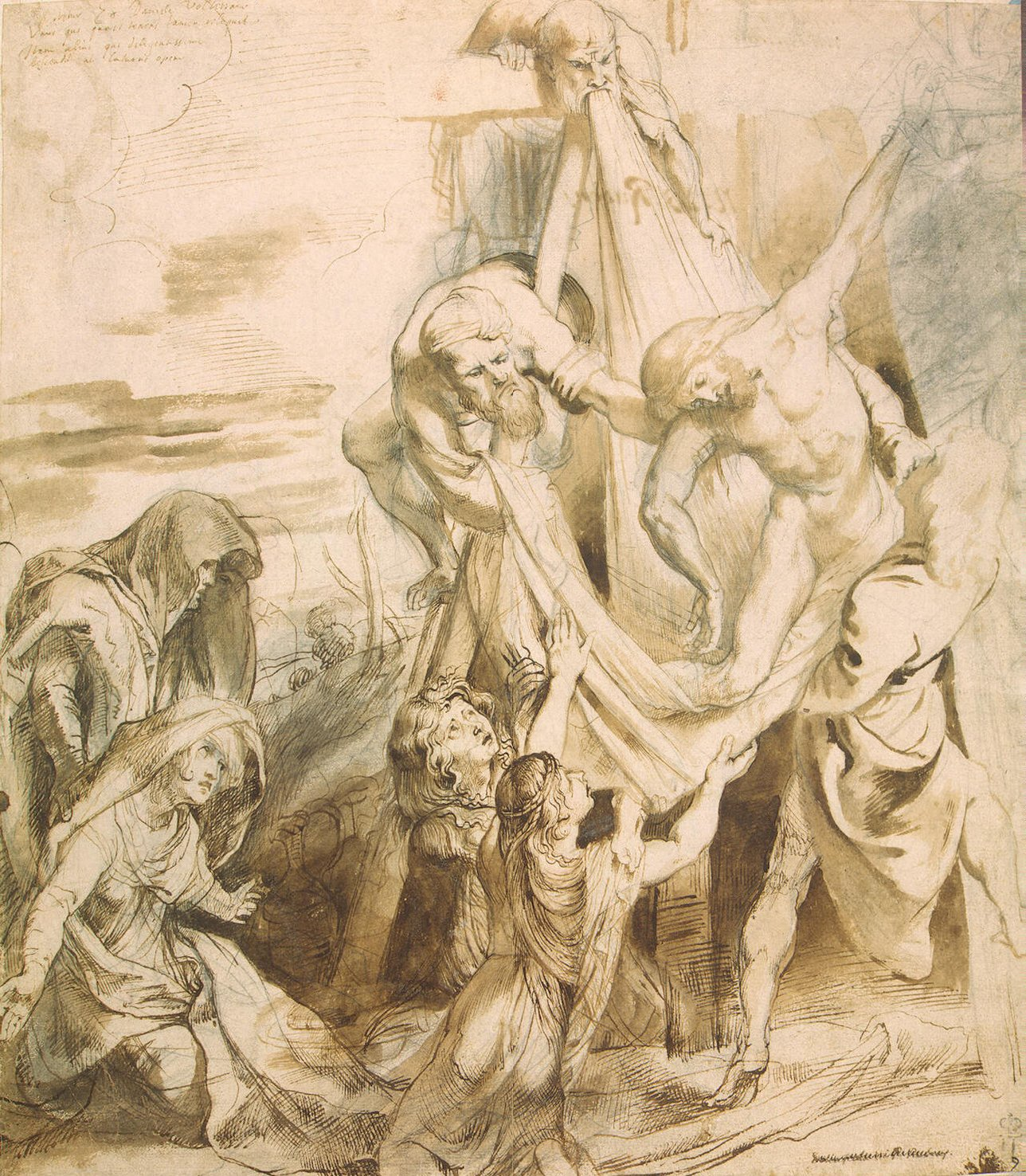
St. Petersburg, Eremitage (zwischen 1600 und 1610)
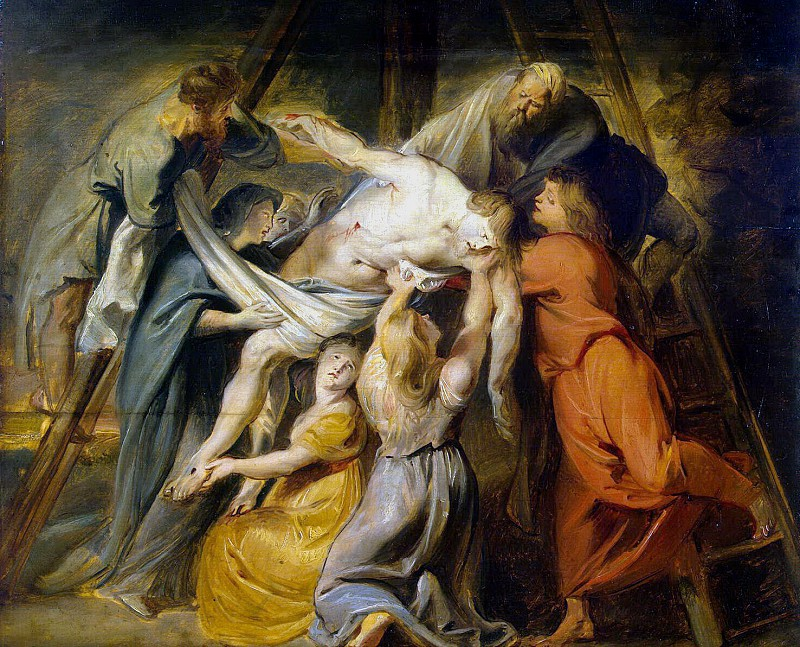
St. Petersburg, Eremitage (zwischen 1604 und 1614)
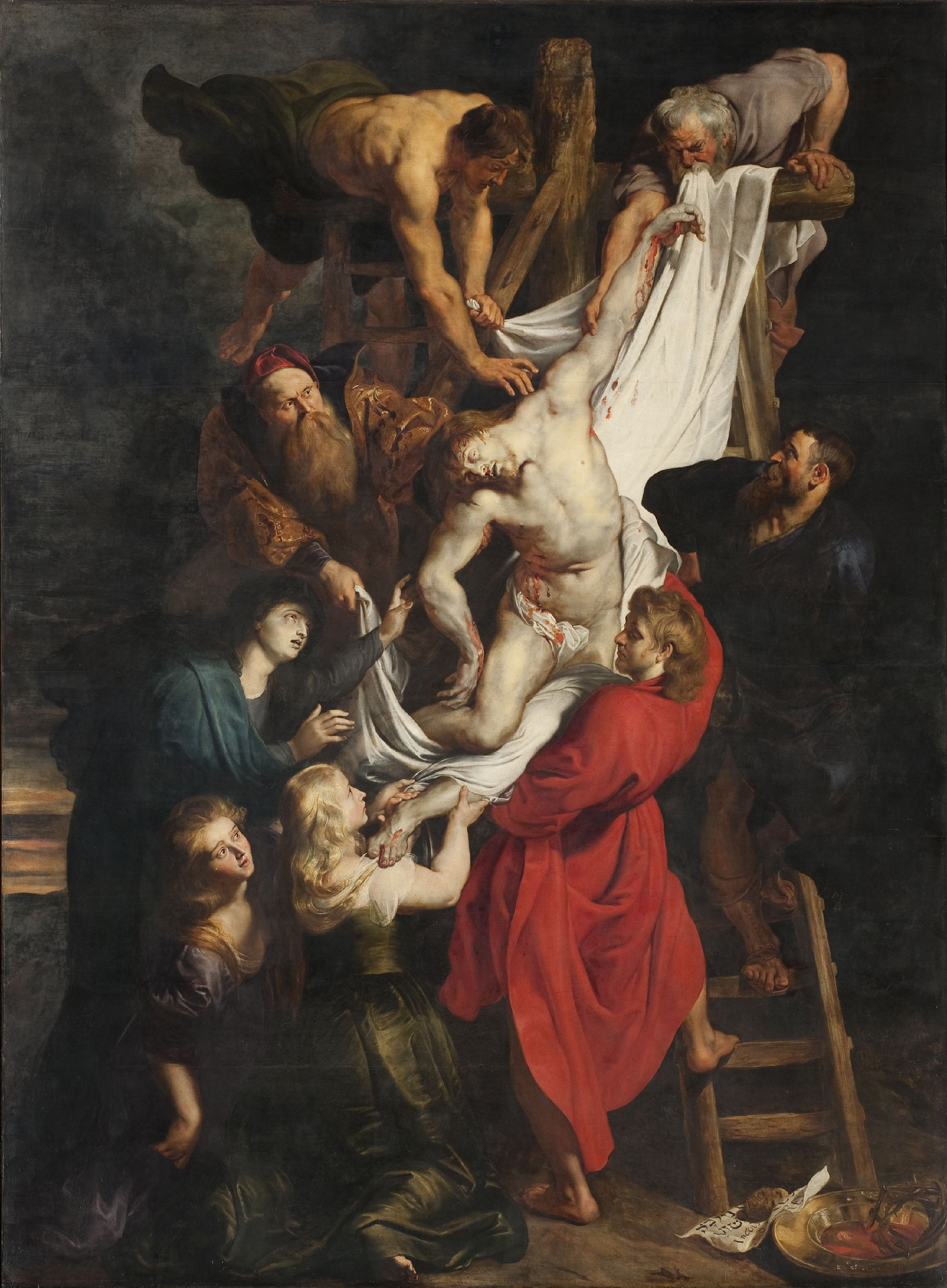
Antwerpen, Liebfrauenkathedrale (1612)
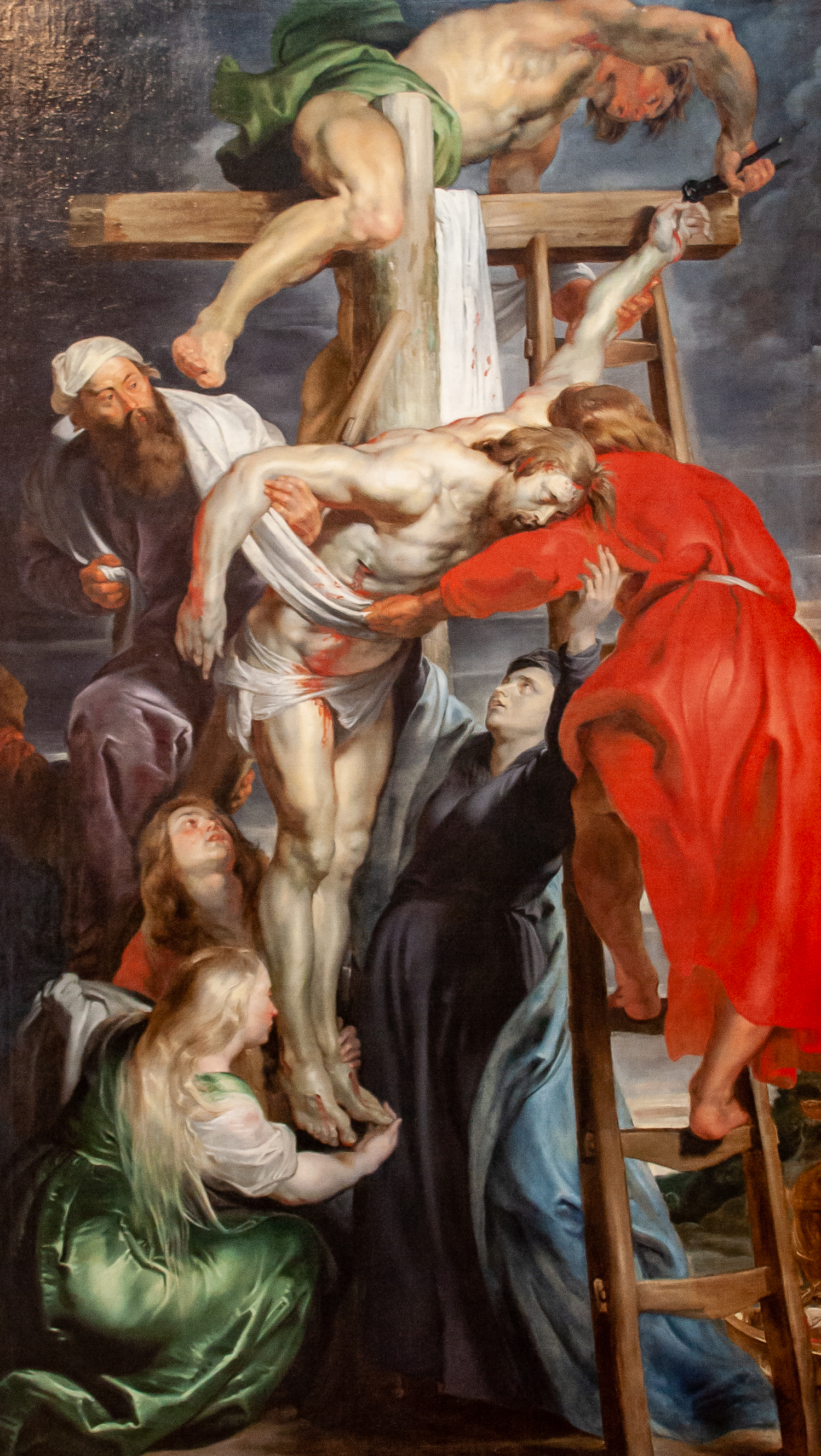
Valenciennes, Museum (1614–1615)
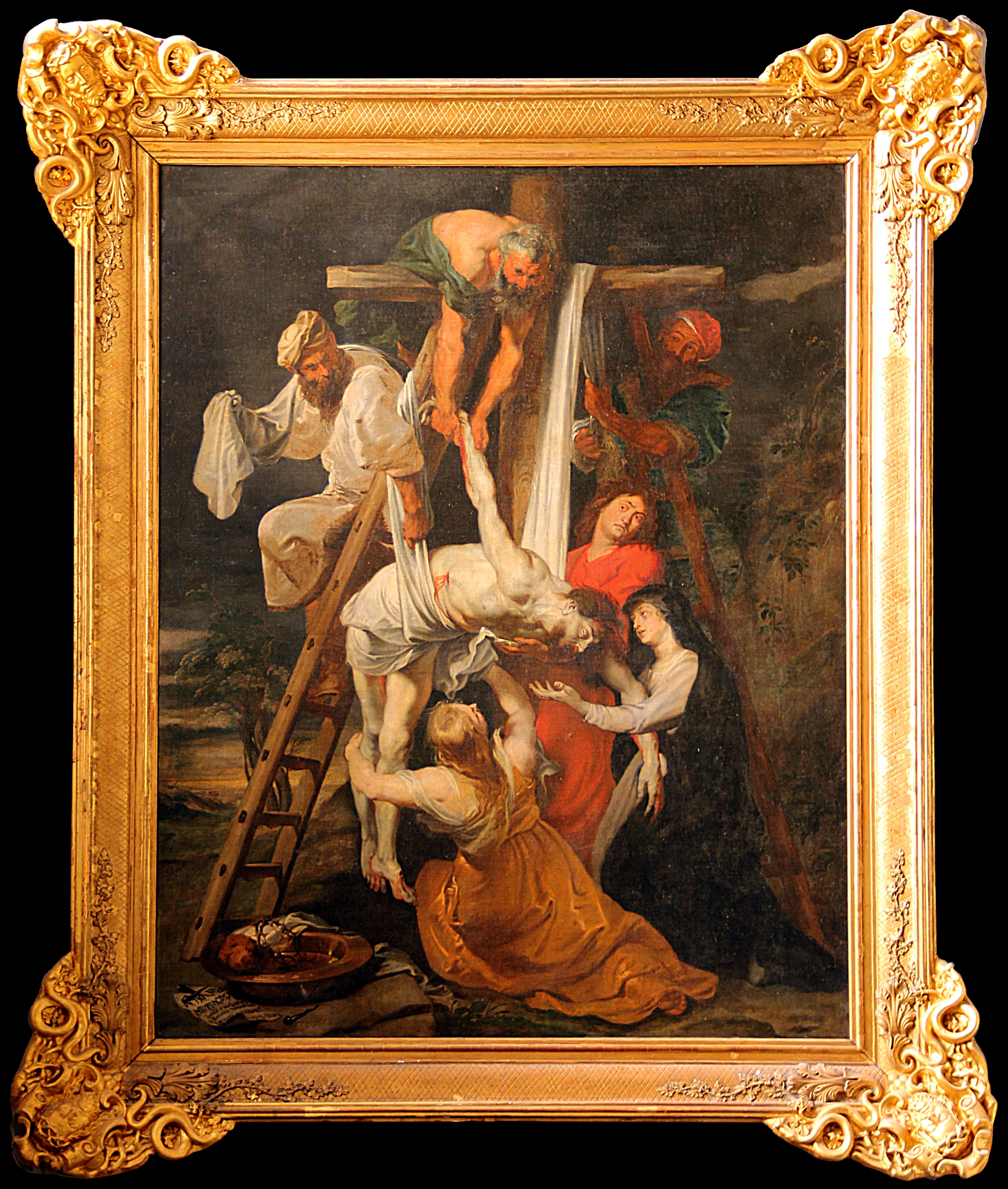
Saint-Omer, Kathedrale Notre-Dame (1616)
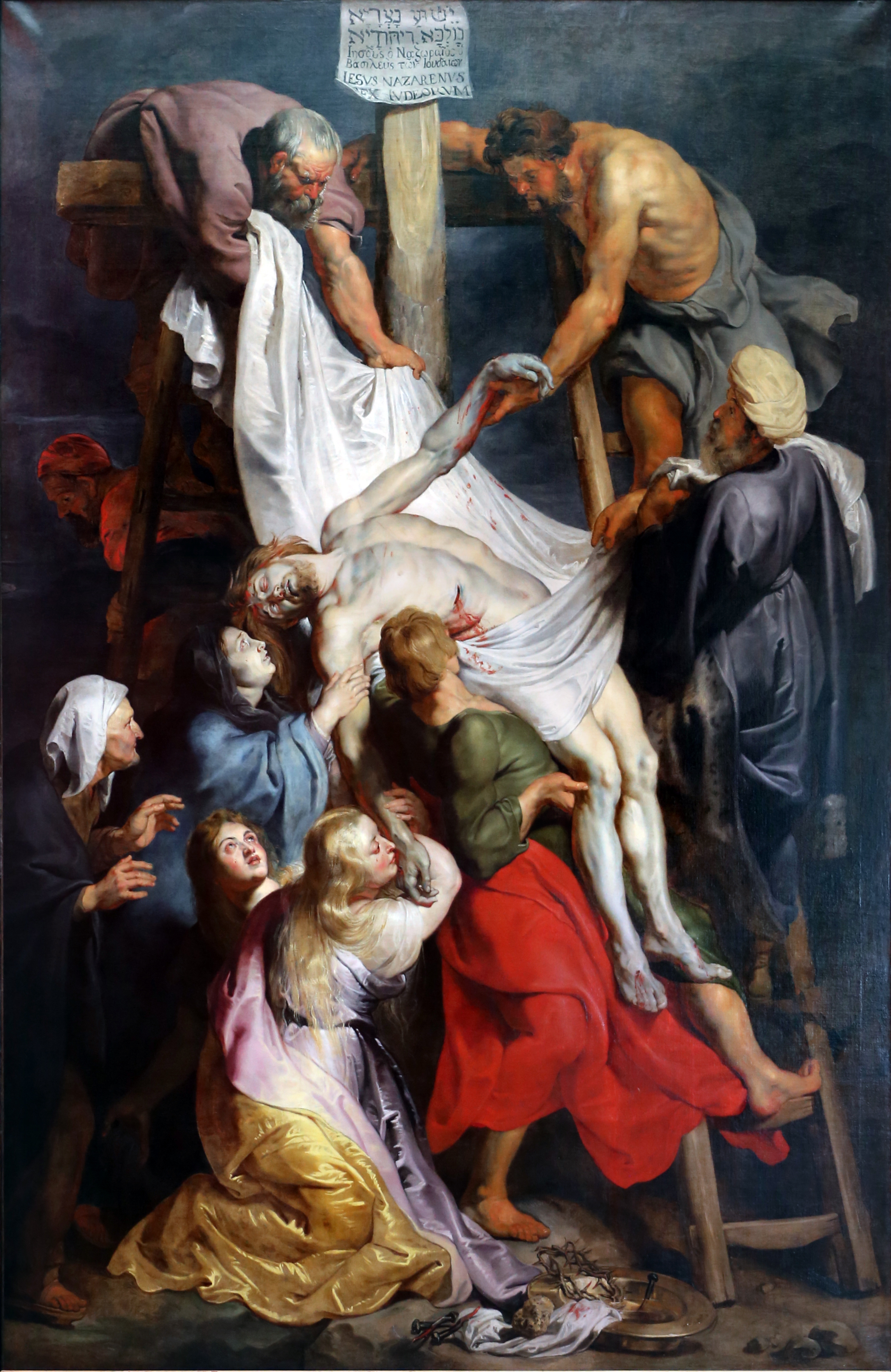
Lille, Museum (1617–1618)
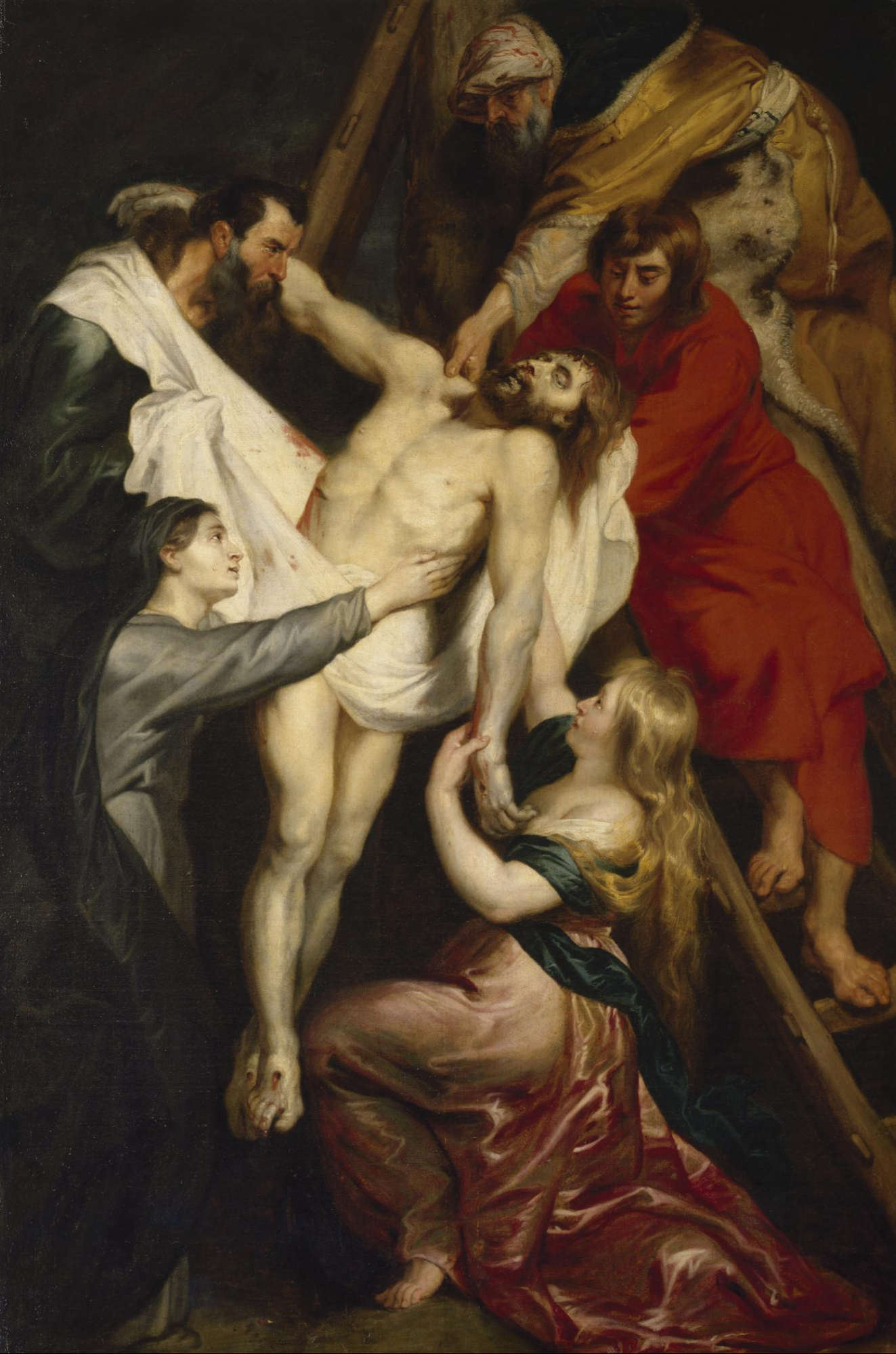
St. Petersburg, Eremitage (1618)